# Yuxarı Tahircal
Yuxarı Tahircal è un comune dell'Azerbaigian situato nel distretto di Qusar. Conta una popolazione di 486 abitanti.